# Глухих, Иван Михайлович
Иван Михайлович Глухих (12 [25] сентября 1916, Курганский уезд, Тобольская губерния — 8 мая 1990, Москва) — советский лётчик-ас, штурман 271-го истребительного авиационного полка (Калининский фронт), Герой Советского Союза (1943), гвардии полковник (1953).

## Биография
И. Глухих родился 12 (25) сентября 1916 года в крестьянской семье в деревне Куликово Макушинской волости Курганского уезда Тобольской губернии. Решением Курганского облисполкома № 41 от 30 января 1974 года д. Куликово Обутковского сельсовета Макушинского района Курганской области исключена как сселившаяся. Ныне территория деревни входит в Макушинский муниципальный округ Курганской области. Русский.
Окончил четыре класса сельской школы в селе Обутковское. В 1932 году окончил 7 классов в с. Макушино.
В 1932—1933 гг. работал секретарём отдела найма завода «Востокококс», г. Магнитогорск.
В 1933—1934 гг. — трактористом машинно-тракторной станции в селе Обутковское.
В марте-июле 1934 года — секретарь стройконторы зерносовхоза «Пионер» в селе Макушино. Вскоре уехал учиться в районную партийную школу. Окончив её, получил назначение библиотекарем.
С 1934 по 1935 год учился в Копейском горнопромышленном училище (ныне СГПТУ-34) (куда уехал по комсомольскому набору), в группе токарей. Был старостой. Выпускные экзамены сдал на «отлично». После окончания учёбы работал токарем в паровозном депо, техническим секретарём Копейского горкома ВЛКСМ.
В сентябре 1935 года по путевке Копейского горкома комсомола был направлен в Оренбургскую военную школу лётчиков и лётчиков-наблюдателей, которую окончил в 1937 году. Служил в строевых частях ВВС (Ленинградский военный округ).
Участник похода советских войск в Западную Белоруссию в 1939 году и советско-финской войны 1939—1940 годов в должности помощника командира звена 49-го истребительного авиационного полка. Летал на И-16. За бои в период советско-финской войны был удостоен первой боевой награды: 20 мая 1940 года был награждён орденом Красной Звезды. Затем служил командиром звена ОИАЭ и заместителем командира эскадрильи (Северо-Кавказский военный округ).
С 1940 года член ВКП(б), в 1952 году партия переименована в КПСС.
Участник Великой Отечественной войны: в октябре 1941-октябре 1943 — командир звена, заместитель командира авиаэскадрильи, командир авиаэскадрильи, штурман, инспектор по технике пилотирования 271-го истребительного авиационного полка 274-й истребительной авиационной дивизии. Воевал на Южном, Калининском, Центральном и Брянском фронтах. Всего совершил около 300 боевых вылетов на истребителях ЛаГГ-3, Як-1 и Як-7 (в том числе в годы Великой Отечественной войны 141 боевой вылет на штурмовку войск, аэродромов, на разведку и прикрытие) провёл около 50 воздушных боёв (в годы ВОВ — 38), в которых сбил лично 12 (в годы ВОВ — 11); и в группе — 4 самолёта противника. 11 самолетов им было уничтожено на аэродромах. За мужество и героизм, проявленные в боях, капитану Глухих Ивану Михайловичу 1 мая 1943 года присвоено звание Героя Советского Союза с вручением ордена Ленина и медали «Золотая Звезда» (№ 929).
С октября 1943 по июнь 1946 годов — лётчик-испытатель военной приёмки авиазавода № 82 (Тушино); испытывал серийные истребители Як-7 и Як-9У. 18 августа 1945 года за испытания самолётов был награждён орденом Отечественной войны 1-й степени.
С июня 1946 по июль 1947 годов — лётчик-испытатель военной приёмки авиазавода № 153 (Новосибирск); испытывал серийные истребители Як-9В и Як-9П.
С июля 1947 по октябрь 1949 годов — лётчик-испытатель военной приёмки авиазавода № 31 (Тбилиси); испытывал серийные реактивные истребители Як-15, Як-17 и Як-23.
С октября 1949 по апрель 1950 годов — лётчик-испытатель военной приёмки авиазавода № 381 (Москва); испытывал серийные реактивные истребители МиГ-15.
С апреля по август 1950 года — лётчик-испытатель военной приёмки авиазавода № 135 (Харьков); испытывал серийные реактивные учебно-тренировочные истребители МиГ-15УТИ.
С августа 1950 по ноябрь 1955 годов — лётчик-испытатель военной приёмки авиазавода № 30 (Москва); испытывал серийные реактивные бомбардировщики Ил-28.
С декабря 1955 года в звании гвардии полковника (с 1953 года) — в запасе.
В 1959-1961 годах работал инженером на предприятии а/я 2377 в г. Москве.
С 1963 года работал руководителем полётов на Московском вертолётном заводе имени М. Л. Миля.
Иван Михайлович Глухих умер 8 мая 1990 года. Похоронен на Троекуровском кладбище (участок 2).

## Список воздушных побед
** — групповые победы.
| Список воздушных побед И. М. Глухих | Список воздушных побед И. М. Глухих | Список воздушных побед И. М. Глухих | Список воздушных побед И. М. Глухих |
| № п/п                               | Дата победы                         | Тип сбитого самолёта                | Место победы                        |
| ----------------------------------- | ----------------------------------- | ----------------------------------- | ----------------------------------- |
| ** (в группе — 2/6)                 | 07.10.1941                          | 2 Ме-109                            | аэродром Поляковка                  |
| 1                                   | 19.10.1941                          | Ме-109                              | сев — вост. ст. Морская             |
| 2                                   | 22.10.1941                          | Ме-109                              | Чалтырь                             |
| 3                                   | 23.10.1941                          | Ме-109                              | Хопры — Мокрый Чалтырь              |
| 4                                   | 30.10.1941                          | Ме-109                              | Мокрый Чалтырь                      |
| 5                                   | 03.11.1941                          | Ме-109                              | ст. Синявка                         |
| 6                                   | 16.01.1942                          | Ме-109                              | юж. Куйбышево                       |
| 7                                   | 29.12.1942                          | Hs 126                              | р-н Великих Лук                     |
| 8                                   | 29.12.1942                          | Ju 87                               | р-н Великих Лук                     |
| 9                                   | 30.12.1942                          | Ме-109                              | Конушки                             |
| ** (в паре — 1/2)                   | 30.12.1942                          | Ме-109                              | Конушки                             |
| 10                                  | 06.01.1943                          | Ju 87                               | зап. ст. Чернозём                   |
| 11                                  | 15.01.1943                          | Ме-109                              | Болотово                            |
| ** (в группе — 1/6)                 | 14.03.1943                          | Ме-109                              | зап. Кобылкино                      |
| 13                                  | 03.10.1943                          | Ме-109                              | юж. Бородаевка                      |

Всего воздушных побед: 11+4
боевых вылетов — 141
воздушных боёв — 38

## Награды
- Герой Советского Союза, 1 мая 1943 года[2]
  - Орден Ленина
  - Медаль «Золотая Звезда» № 929
- Орден Красного Знамени, 23 февраля 1942[3]
- Орден Александра Невского, 17 марта 1943[4]
- Два ордена Отечественной войны I степени, 18 августа 1945 года[5], 6 апреля 1985 года[6]
- Два ордена Красной Звезды, 20 мая 1940 года, 15 ноября 1950 года
- медали, в т.ч.
  - Медаль «За боевые заслуги», 6 ноября 1945 года[7]
  - Медаль «В ознаменование 100-летия со дня рождения Владимира Ильича Ленина», 1970 год
  - Медаль «За победу над Германией в Великой Отечественной войне 1941—1945 гг.», 1 сентября 1945 года[8]

## Память
- Бюст Героя установлен в городе Копейске Челябинской области.
- На здании копейского городского военкомата установлена мемориальная доска.
- Мемориальной доска установлена в Муниципальном бюджетном общеобразовательном учрежденим «Макушинская средняя общеобразовательная школа №1» в 2015 году.

## Семья
Жена Евдокия Кузьминична Глухих (17.08.1919—27.03.2007)